# Yuka Momiki
Yuka Momiki (籾木 結花, Momiki Yuka), née le 9 avril 1996, est une joueuse internationale de football japonaise qui évolue à Everton FC.

## Biographie
Le 1er mars 2017, elle fait ses débuts avec l'équipe nationale japonaise lors de l'Algarve Cup, contre l'équipe d'Espagne. Elle participe à la Coupe du monde 2019. Elle compte 26 sélections et 8 buts en équipe nationale du Japon.

## Statistiques
Le tableau ci-dessous présente les statistiques de Yuka Momiki en équipe nationale
| Équipe du Japon | Équipe du Japon | Équipe du Japon |
| Année           | Matchs          | Buts            |
| --------------- | --------------- | --------------- |
| 2017            | 14              | 3               |
| 2018            | 7               | 3               |
| 2019            | 5               | 2               |
| Total           | 26              | 8               |

## Palmarès
- Troisième de la Coupe du monde des moins de 20 ans 2016